# Harpo (cantante)
Jan Torsten Svensson, conocido profesionalmente como Harpo (5 de abril de 1950), es un cantante pop sueco. Fue popular en Suecia y en toda Europa en la década de 1970 y es conocido por sus éxitos mundiales «Moviestar» (1975) y «Horoscope» (1976). Harpo continuó trabajando en el negocio de la música hasta la década de 2000, lanzó un álbum con material nuevo en 2005 y continuó de gira. Sigue siendo popular en Alemania y ha estado de gira allí desde 2007.

## Carrera
El nombre artístico de Jan Svensson, Harpo, es una reverencia al comediante estadounidense Harpo Marx de The Marx Brothers. Harpo comenzó su carrera a finales de la década de 1960 como actor de teatro infantil. Mientras estaba de gira por Suecia, empezó a escribir canciones. En 1972, firmó un contrato de grabación con Stig Anderson en Polar Music. Anderson lo asignó a los productores discográficos internos, Benny Andersson y Björn Ulvaeus.
Harpo lanzó sus dos primeros sencillos en 1973, «Honolulu» y «Sayonara». Ambos fueron éxitos y alcanzaron el Top Ten en la lista Tio-i-topp. «Sayonara» ocupó el puesto número uno durante cinco semanas consecutivas entre enero y febrero de 1974.
El 27 de febrero de 1975, Harpo grabó la canción por la que se haría más famoso: «Moviestar». Una de las coristas en esa sesión fue Anni-Frid Lyngstad (Frida) de ABBA.
«Moviestar» se convirtió en un gran éxito. Alcanzó el número 1 en Suecia, Noruega, Austria, Suiza y Alemania Occidental, número 3 en Australia, número 9 en Nueva Zelanda, número 13 en Irlanda y número 24 en el Reino Unido. Una versión en sueco también fue lanzada en Suecia, que llegó al número 1 en la lista de radio Svensktoppen. 
Harpo lanzó una serie de sencillos, en particular «Motorcycle Mama» (número 9 en Alemania) y «Horoscope» (número 1 en Dinamarca y número 3 en Alemania).
En 1977, viajó a Los Ángeles, Estados Unidos con su esposa Carina y el productor musical Bengt Palmers. El resultado fue el álbum The Hollywood Tapes que generó el exitoso sencillo «Television». Además, en 1977, Harpo fue noticia cuando se negó a participar en el Servicio Militar Sueco. Como resultado, fue a prisión por un mes.
En 1978, revisó las canciones en las que originalmente iba a trabajar con Andersson y Ulvaeus en 1972. El resultado fue el álbum infantil Jan Banan och hans flygande matta. 
En 1980, estaba listo para volver a la música pop convencional. Firmó con el sello de Mickie Most, RAK y lanzó un sencillo, «She Loves It Too». 
Desde la década de 1970, está casado y vive en una granja en Suecia, donde cría caballos de carreras. En agosto de 1980 tuvo un accidente cuando uno de sus caballos, de repente arremetió y lo pateó en la cara varias veces. Las heridas eran tan graves que perdió el sentido del olfato y la vista en un ojo. Para demostrar que no había resentimientos, dedicó su siguiente álbum a su caballo, Starter.
Harpo continuó grabando a lo largo de la década de 1980 y principios de la década de 1990. Durante 1985, produjo varios grupos suecos incluyendo Shanghai, Suzzies Orkester y +1. En 1987, creó su propia compañía discográfica, Igloo Records.
Después de su álbum de 1992 Lycka con Ted Gardestad, en 1994 lanzó un sencillo, «Sounds Like Love», en Alemania. 
En 1997, contribuyó con dos nuevas canciones a un álbum recopilatorio de grandes éxitos, Harpo Hits!
En abril de 2005 lanzó su último álbum, Jan Harpo Svensson 05. En 2007 tuvo una extensa gira por Alemania.
Desde finales de la década de 1990, Harpo también aparece en la televisión alemana y en los festivales Oldie interpretando sus grandes éxitos.

## Discografía
| Año  | Sencillo                                         | Posición | Posición | Posición | Posición | Posición | Posición |
| Año  | Sencillo                                         | AU       | UK       | SE       | DE       | DK       | NL       |
| ---- | ------------------------------------------------ | -------- | -------- | -------- | -------- | -------- | -------- |
| 1973 | "Honolulu"                                       | -        | -        | -        | -        | -        | -        |
| 1973 | "Sayonara"                                       | -        | -        | 1        | -        | -        | -        |
| 1974 | "My Teenage Queen"                               | -        | -        | -        | -        | -        | -        |
| 1974 | "Baby Boomerang"                                 | -        | -        | -        | -        | -        | -        |
| 1975 | "Rock 'n' Roll Maskin"                           | -        | -        | -        | -        | -        | -        |
| 1975 | "Moviestar" (versión en inglés)                  | 3        | 24       | 1        | 1        | 1        | 2        |
| 1975 | "Moviestar" (versión en sueco)                   | -        | -        | 1        | -        | -        | -        |
| 1975 | "Motorcycle Mama"                                | -        | -        | 8        | 9        | -        | -        |
| 1976 | "Horoscope"                                      | 24       | -        | 5        | 3        | 1        | -        |
| 1976 | "Rock 'n' Roll Clown"                            | 80       | -        | -        | 12       | -        | -        |
| 1977 | "Dandy"                                          | -        | -        | -        | -        | -        | -        |
| 1977 | "In the Zum-Zum-Zummernight" (versión en inglés) | -        | -        | -        | 13       | -        | -        |
| 1977 | "Som ett zom-zom-zommarbi" (versión en sueco)    | -        | -        | -        | -        | -        | -        |
| 1977 | "Television"                                     | -        | -        | -        | -        | -        | -        |
| 1977 | "San Franciscan Nights"                          | -        | -        | -        | -        | -        | -        |
| 1978 | "With a Girl Like You"                           | -        | -        | -        | -        | -        | -        |
| 1978 | "Djungel-Jim"                                    | -        | -        | -        | -        | -        | -        |
| 1978 | "Bianca"                                         | -        | -        | -        | -        | -        | -        |
| 1979 | "Hjälp mig Rune"                                 | -        | -        | -        | -        | -        | -        |
| 1979 | "Johanssons boogie woogie vals"                  | -        | -        | -        | -        | -        | -        |
| 1980 | "She Loves It Too"                               | -        | -        | -        | -        | -        | -        |
| 1981 | "Yes I Do"                                       | -        | -        | -        | -        | -        | -        |
| 1981 | "Records and Tapes"                              | -        | -        | -        | -        | -        | -        |
| 1982 | "Rain and Thunder"                               | -        | -        | -        | -        | -        | -        |
| 1983 | "Light a Candle"                                 | -        | -        | -        | -        | -        | -        |
| 1985 | "Summer of '85"                                  | -        | -        | -        | -        | -        | -        |
| 1986 | "På andra sidan Atlanten"                        | -        | -        | -        | -        | -        | -        |
| 1987 | "Living Legends"                                 | -        | -        | -        | -        | -        | -        |
| 1987 | "Tear Gas"                                       | -        | -        | -        | -        | -        | -        |
| 1990 | "Moviestar '90"                                  | -        | -        | -        | -        | -        | -        |
| 1991 | "Down at the Club"                               | -        | -        | -        | -        | -        | -        |
| 1992 | "Lycka" (con Ted Gärdestad)                      | -        | -        | -        | -        | -        | -        |
| 1994 | "Sounds Like Love"                               | -        | -        | -        | -        | -        | -        |
| 1997 | "Christmas"                                      | -        | -        | -        | -        | -        | -        |
| 1999 | "Sayonara" (remix)                               | -        | -        | -        | -        | -        | -        |
| 2000 | "Honolulu"                                       | -        | -        | -        | -        | -        | -        |
| 2000 | "Love Is Just a Game" (Inédita)                  | -        | -        | -        | -        | -        | -        |
| 2005 | "Här är ängarna"                                 | -        | -        | -        | -        | -        | -        |
| 2021 | "Stark & sårbar"                                 | -        | -        | -        | -        | -        | -        |
| 2021 | "Sunkissed"                                      | -        | -        | -        | -        | -        | -        |

### Álbumes
- Leo the Leopard (1974)
- Harpo & Bananaband (1975)
- Moviestar (1975)
- Smile (1976)
- The Hollywood Tapes (1977)
- Jan Banan och hans flygande matta (1978)
- Råck änd råll rätt å slätt (1979) (acreditado a Jan Harpo Svensson)
- The Fool of Yesterday (Will Be the Fool of Tomorrow) (1981)
- Let's Get Romantic (1984)
- Harpo (1988) (A veces incorrectamente conocida como Igloo o London)
- Hemliga låden (1990) (acreditado a Harpo Show)
- Harpo (1992) (no confundir con el álbum de 1988 del mismo nombre)
- Jan Harpo Svensson 05 (2005) (acreditado a Jan Harpo Svensson)

### Álbumes recopilatorios
- Harpo Hits (1977)
- 20 Bästa (1980)
- Portrait of Harpo (1991)
- Moviestar Greatest Hits (1993)
- Samlade Hits (1995) (CD que contiene el álbum completo Let's Get Romantic más otros cuatro éxitos)
- Moviestar (1996)
- Harpo Hits! (1997)
- Premium Gold Collection (1999)
- Moviestar: The HitStory of Harpo (1999)
- The Collection (2001)
- Klassiker (2003)